# فرد اتکینسون (بازیکن فوتبال)
فرد اتکینسون (انگلیسی: Fred Atkinson; ۲۴ اوت ۱۹۱۹ – ۱۹۹۱ (۷۱−۷۲ سال)) بازیکن فوتبال اهل بریتانیا بود.
از باشگاه‌هایی که در آن بازی کرده‌است می‌توان به باشگاه فوتبال گیتزهد اشاره کرد.